# Ипподромная улица (Казань)
Ипподромная улица (тат. Ипподром урамы, İppodrom uramı) — улица в Приволжском районе Казани, в историческом районе Суконная слобода.  

## География
Пересекается со следующими  улицами:
- улица Агрономическая
- улица Качалова
- Спартаковская улица[вд]
- улица Павлюхина

Ближайшие параллельные улицы: Шаляпина и Газовая. Ближайшая станция метро — «Суконная слобода». Улица имеет по одной полосе движения в каждом направлении.

## История
Возникла не позднее 1-й половины XIX века. До революции 1917 года носила название 2-я Оренбургская улица или 2-я Поперечно-Оренбургская улица и относилась к 4-й полицейской части.
В 1914 году постановлением Казанской городской думы была переименована в Уральскую улицу, но реально это название не использовалось. После присвоения нового наименования 1-й Оренбургской улице порядковое числительное из названия улицы было отброшено. Современное название было присвоено между 1949 и 1977 годами. Названа в честь находившегося неподалёку Казанского ипподрома.
В первые годы советской власти административно относилась к 4-й части города; после введения в городе административных районов относилась к Бауманскому (до 1935), Молотовскому (с 1957 года Советскому, 1935–1942), Свердловскому (1942–1956) и Приволжскому (с 1956 года) районам.

## Примечательные объекты
- № 13/99 — жилой дом треста «Казаньпромстрой».[20]
- № 14 — администрация Вахитовского и Приволжского районов Казани.[21]
- № 15/86 — жилой дом ПО «Татмебель».[22]
- № 18 — жилой дом управления «Вторцветмет» (1961 год).[23]
- № 23/78 — жилой дом завода «Теплоконтроль».[24]
- № 31 — здание лаборатории Казанского газового завода.[25]

## Известные жители
В доме № 13/99 проживал депутат ГД РФ Айрат Хайруллин.